# Praha, město věží (kniha)
Praha, město věží (1970) je kniha Jiřího Šlitra a Jiřího Suchého. Obsahuje na ploše více než 130 stran Šlitrovy obrázky (perokresba) inspirované Prahou – pražské ulice, domy, lidi, panoramata aj. včetně známého autoportrétu s klavírem – komentované Jiřím Suchým. Dále obsahuje několik Suchého delších textů, např. krátkých povídek Příhoda mostní či Blues mrtvého pianisty. Jde o jednu z posledních společných prací autorů, jejíhož vydání se Jiří Šlitr už nedožil.

## Nakladatelské údaje
- Jiří Šlitr, Jiří Suchý: Praha, město věží. Olympia, Praha 1970. Náklad: 35 000 výtisků.